# Eric Magnus Juhlin
Eric Magnus Juhlin, född 8 november 1776 i Munktorps socken, Västmanlands län, död 5 november 1844 i Gävle, var en svensk läkare. 
Juhlin blev student vid Uppsala universitet 1799, medicine kandidat 1803, medicine licentiat 1806, medicine doktor samma år (efter att ha disputerat med Carl Peter Thunberg som preses) och kirurgie magister 1807. Han blev underläkare vid Kustarméns sjukhus i Gävle 1808 och var sjukhusläkare där 1808–1809. Han var stadskirurg i Gävle 1808–1843 och tillika lasarettsläkare där 1809–1843.